# مكاتب البريد الفرنسية في جزيرة كريت

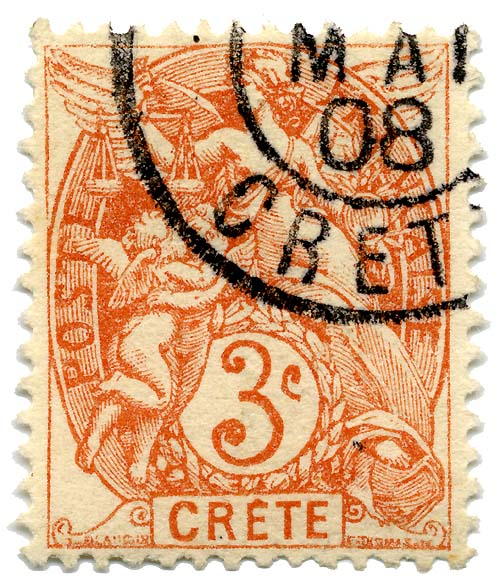
3-سنتيم نوع بلان، استخدم في أيار / مايو عام 1908

مكاتب البريد الفرنسية في جزيرة كريت كانت من بين مجموعة من مكاتب البريد التي تحتفظ بها البلدان الأجنبية خلال 1900 في كريت بعد أن انفصلت كريت عن الإمبراطورية العثمانية وقبل أن تتحد مع اليونان في عام 1913.
أصدرت فرنسا الطوابع البريدية لمكاتبها في جزيرة كريت في عام 1902 و 1903. تضمنت المجموعة الأولى 15 قيمة، من 1 سنتيم إلى خمسة فرنكات، تتكون من تصميم الطوابع الفرنسية لعام 1900، معدلة ليتم النقش عليها بكلمة «كريت». هذا كان حلا جزئيا فقط، حيث العملة المحلية لا تزال (قرش)، وهكذا في عام 1903 أصدرت مكاتب البريد خمسة من القيم الأكبر. طبعة إضافية مقيدة بقيم من واحد إلى عشرين قرشًا.